# Breite Straße 14 (Quedlinburg)

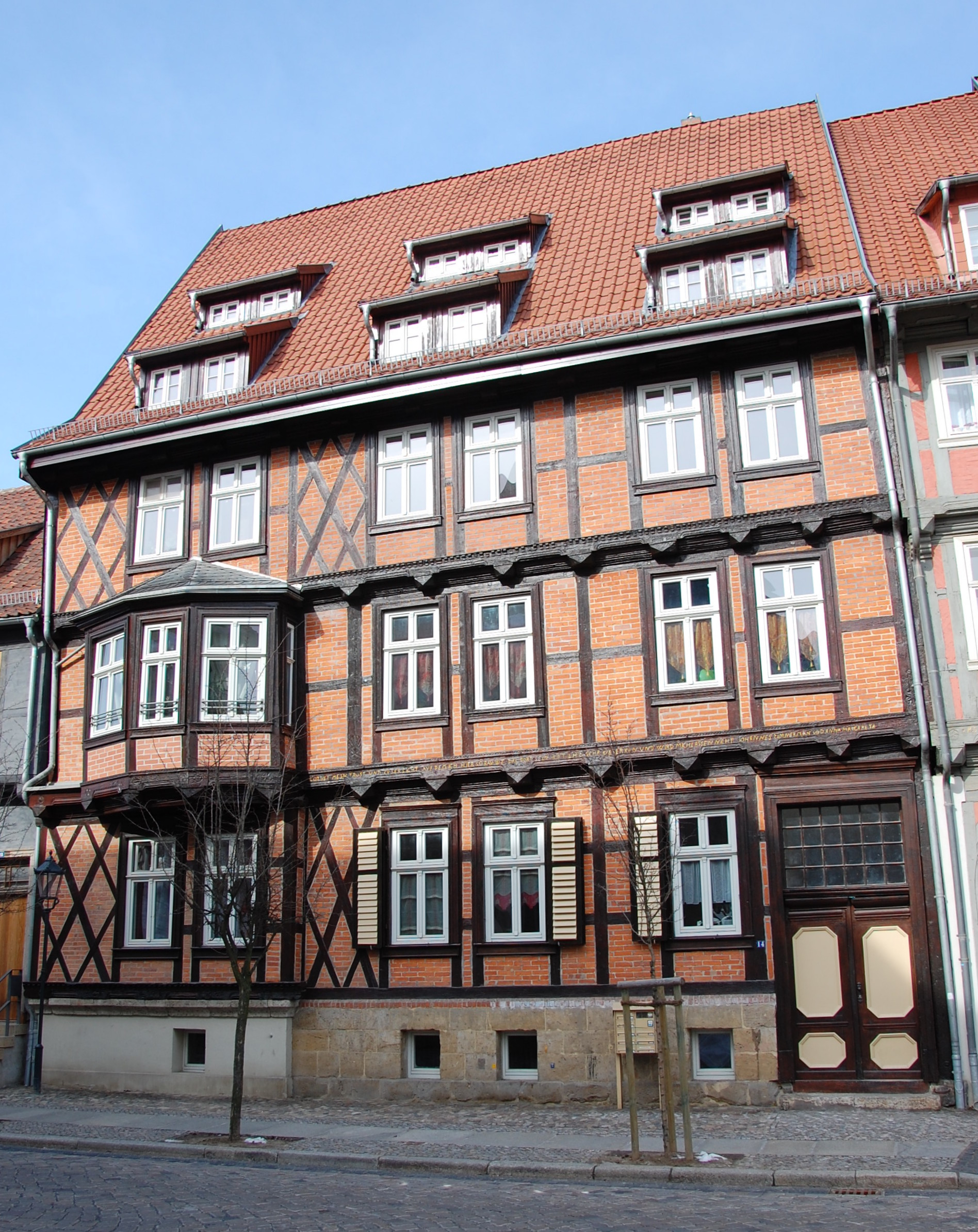
Haus Breite Straße 14

Das Haus Breite Straße 14 ist ein denkmalgeschütztes Gebäude in der Stadt Quedlinburg in Sachsen-Anhalt.

## Lage
Es befindet sich nordöstlich des Marktplatzes der Stadt und gehört zum UNESCO-Weltkulturerbe. Im Quedlinburger Denkmalverzeichnis ist es als Wohnhaus eingetragen. Südlich des Hauses grenzt das gleichfalls denkmalgeschützte Haus Breite Straße 13, nördlich das Haus Breite Straße 15 an.

## Architektur und Geschichte
Das große dreigeschossige Fachwerkhaus stammt in seinem Kern aus dem Zeitraum um das Jahr 1668. Die Fachwerkfassade ist mit Pyramidenbalkenköpfen, Rautenkreuzen und Schiffskehlen verziert. Für die Zeit um 1680 wird das Gebäude als Bau des Zimmermeisters Martin Lange geführt. An der Stockschwelle befand sich nach Aufzeichnungen des Heimatforschers von Amsberg die auf Lange verweisende Inschrift M.MAERTEN LANGE. Markant ist ein an der südlichen Haushälfte im ersten Obergeschoss angefügter polygonaler Erker. Im 19. Jahrhundert wurde sowohl die Fassade als auch die Gebäuderückseite erneuert.
Die Haustür des Gebäudes stammt aus der Zeit des Barock.